# Portraitgemälde der Wilhelmine Enke von 1776
Das im Jahr 1776 von Anna Dorothea Therbusch entworfene Porträtgemälde der Wilhelmine Enke zeigt die Mätresse des späteren preußischen Königs Friedrich Wilhelms II. Das 142 cm × 103 cm messende Gemälde entstand im Zuge der Auseinandersetzung um die Anerkennung der Geliebten des Thronfolgers durch König Friedrich II. von Preußen. Diesem Anlass entsprechend sollte das Ölgemälde Wilhelmine als die rechtmäßige Geliebte des Thronfolgers inszenieren. Die Darstellung einer jungen Frau als Jägerin in erotischer Pose steht in der ikonografischen Tradition des französischen Königshofes und war für die Zeit des Rokoko nichts Ungewöhnliches.

## Historischer Kontext
Die Auftraggeberin des Gemäldes, Wilhelmine Enke, hatte in den 70er Jahren des 18. Jahrhunderts als Mätresse einen schweren Stand am preußischen Hof Friedrichs II. Seinem Selbstverständnis als "roi philosophe" (Philosophenkönig") bzw. als aufgeklärter Monarch sah Friedrich II. den Einfluss von Mätressen an den Fürstenhöfen Europas als moralische Verdorbenheit des französischen Absolutismus an. Er verfasste sogar ein satirisches Theaterstück auf Madame de Pompadour, die verstorbene Mätresse Ludwigs XV. Durch die Beziehung seines Neffen und Thronfolgers, des späteren Friedrich Wilhelm II., mit der nicht standesgemäßen Wilhelmine Enke, der Tochter eines Dessauer Hofmusikers, befürchtete der König eine Beeinflussung der preußischen Politik durch ein "Reglement der Unterröcke". Im Jahr 1773 erreichte Friedrichs Versuch, den Einfluss der Geliebten seines Nachfolgers zu brechen einen Höhepunkt, als er die Ausweisung Wilhelmines aus Preußen befahl. Mehrere Monate hielt sich Wilhelmine in Hamburg auf. Erst danach reiste sie heimlich zurück nach Berlin. Ohne die königliche Anerkennung als legitime Mätresse Friedrich Wilhelms blieb ihre finanzielle Absicherung jedoch sehr unsicher. Wohl um das höfische Umfeld Friedrichs II. zur Anerkennung ihrer Rolle zu bewegen, gab sie im Jahr 1776 das Gemälde in Auftrag. Es wurde von der Porträtmalerin des Königs, Anna Dorothea Therbusch, entworfen. Mit ihr, so deutet ein Brief Friedrich Wilhelms an, führte Wilhelmine Gespräche, in denen sie über die Gestaltung des Gemäldes entschied. Ein Jahr darauf, im Jahr 1777, erkannte König Friedrich II. Wilhelmine tatsächlich als offizielle Mätresse des Thronfolgers an und stellte Mittel zum Kauf eines Landhauses in Charlottenburg zur Verfügung.

## Beschreibung
Vor waldigem Hintergrund zeigt das Gemälde die sich leicht zurücklehnende 23-jährige Wilhelmine Enke. Sie ruht an einer Quelle und trägt eine lachsfarbene Robe. Ihr Kopf mit dem Straußfedernhut ist leicht gebeugt, sodass sie aus dem Gemälde schaut, ohne den Betrachter anzusehen. Das weiße Brusttuch ist verrutscht und lässt die rechte Brust unbedeckt. Die Brustwarze hebt sich farblich kaum von der Knopfleiste des tiefausgeschnittenen Mieders ab. Auf der reichten Seite stützt sich ein Jagdhund mit den Vorderläufen auf ihrem Oberarm ab und blickt Wilhelmine ins Gesicht. Links über Wilhelmines Haupt, oberhalb des Felsens, an dem das Wasser der Quelle hinab stürzt, sind zwei turtelnde Tauben abgebildet. Im Vordergrund links lehnt ein Gewehr. Wilhelmine zu Füßen liegen ein paar erlegte Rebhühner.

## Deutung
Die Jagd war in der Zeit des Absolutismus ein Privileg, dem nur der europäische Adel nachgehen durfte. In der Ständegesellschaft des Heiligen Römischen Reiches stand Wilhelmine als bürgerliche Tochter eines Hofmusikers eigentlich keine Attribute der Jagd zu. Dennoch sind im Gemälde typische Jagdmotive wie Hund, erlegte Rebhühner und ein Gewehr zu sehen. Somit wurde die Auftraggeberin zur standesgemäßen Geliebten Friedrich Wilhelms stilisiert. Sie erhob damit Anspruch Teil des preußischen Hofes zu sein. Das Gemälde betont neben dem Motiv der Jagd vor allem die Freiheit der Liebe, symbolisiert durch turtelnden Tauben. Im Zusammenhang mit der Liebes-Allegorie des Taubenpaares ruht Wilhelmine an der „Quelle der Liebe“. Durch das Jagd- und Liebesmotiv wird die Jagd nach Liebe zum zentralen Thema des Porträts erhoben. Die Nähe zwischen Jagdhund und Mätresse übertragen dessen Werte wie Treue, Anhänglichkeit und Zuverlässigkeit auf Wilhelmine. Zugleich ist sie wie der Hund stets nur Begleiterin. Auf diese Weise sollte womöglich das Umfeld König Friedrichs II. von ihrer politischen Bedeutungslosigkeit überzeugt werden. Wie König Friedrich II. lehnte auch der spätere Friedrich Wilhelm II. eine weibliche „Einmischung“ in die Politik, so geht aus Briefen von ihm hervor, fundamental ab. Aus diesem Grund zeigt das Gemälde Wilhelmine mit den bereits erlegten Rebhühnern und ihrer entspannt zurückgelehnten Pose nicht als aktive Jägerin. Auf ähnliche Weise mit dem Jagdmotiv ließ sich auch Diana von Poitiers, die Mätresse des französischen Königs Heinrich II., malen.

## Ausstellungsort
Das Porträtgemälde ist heute an der Ostwand des Grünen Zimmers im Marmorpalais in Potsdam ausgestellt.